# Picumnus
Picumnus is een geslacht van vogels uit de familie spechten (Picidae). Samen met de geslachten Sasia (drie soorten) en Nesoctites (één soort) maakt het deel uit van de onderfamilie dwergspechten (Picumninae).

## Verspreiding
De soorten van het geslacht Picumnus leven in tropische bossen, zoals regenwouden, nevelwouden en bamboebossen. Met uitzondering van de Aziatische dwergspecht (P. innominatus) leven alle soorten uit het geslacht in het Neotropisch gebied in Latijns-Amerika. Alleen de groenrugdwergspecht (P. olivaceus) komt ook in Centraal-Amerika voor, de overige soorten leven uitsluitend in Zuid-Amerika. De meest zuidelijke soort is de bruinborstdwergspecht (P. nebulosus) en komt onder andere voor in Argentinië, Uruguay en Paraguay.

## Kenmerken
|                                                                        |  |  |
| Mannetje (links) en vrouwtje van Temmincks dwergspecht (P. temminckii) |  |  |

De soorten van het geslacht Picumnus hebben een lichaamslengte van 7,5 tot 11 centimeter en behoren daarmee tot de kleinste spechten. Ze hebben een lange tong en zygodactyle poten, maar verschillen van echte spechten door hun korte, flexibele staart. Deze is vaak zwart met enkele witte veren in het midden en aan de rand. Het mannetje is meestal van het vrouwtje te onderscheiden door zijn geel, oranje of rode kopkap.
De verschillen in verenkleed tussen de verschillende soorten zijn vaak zeer subtiel. Aan de bovenzijde zijn de vogels bruin, grijs of groen gekleurd en bij enkele soorten gebandeerd of gevlekt. De onderzijde kent meer variatie. Deze kan geheel bruin tot geheel wit zijn, maar ook gevlekt, geschubd of gebandeerd met zwart-witte tinten.

## Gedrag en levenswijze

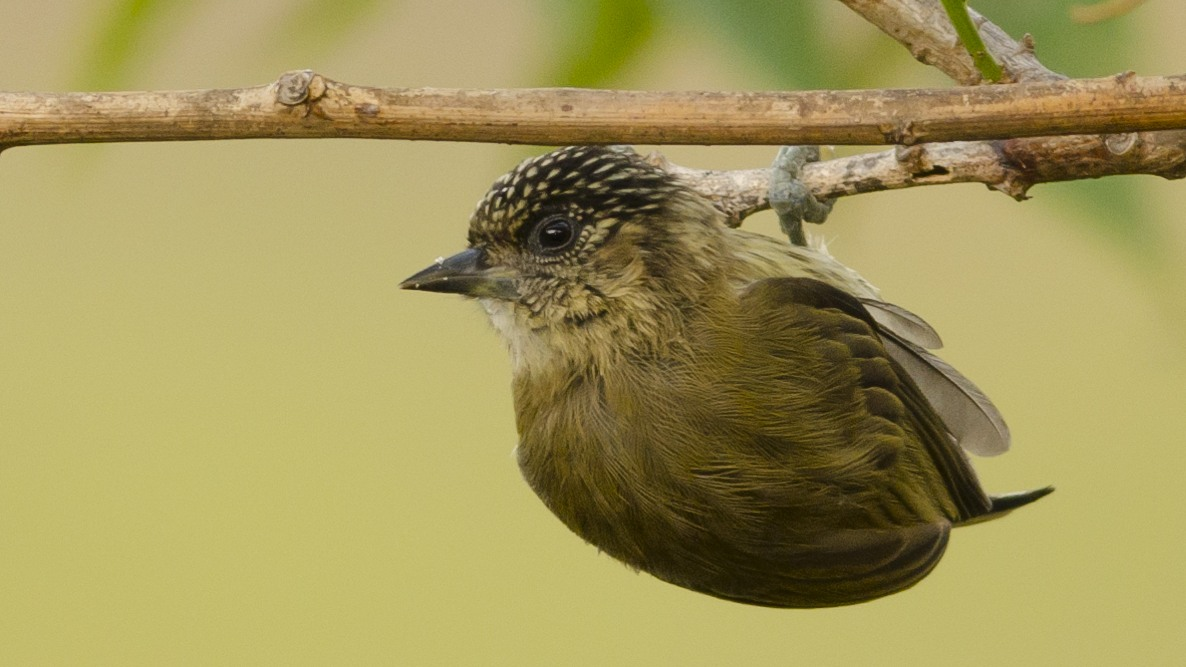
Een groenrugdwergspecht (P. olivaceus) ondersteboven aan een tak

De meeste Picumnus-soorten zijn habitatspecialisten met een relatief klein verspreidingsgebied, wat ze gevoelig maakt voor bedreiging. Hun leefomgeving varieert van het droge Caatinga-gebied tot het vochtige Amazoneregenwoud en Atlantisch Woud. Veel soorten zijn overwegend solitair, al mengen ze zich ook regelmatig in groepen van andere vogelsoorten. De vogels eten voornamelijk kleine ongewervelde dieren. Ze foerageren behendig in alle vegetatielagen en hangen regelmatig ondersteboven aan de takken. In tegenstelling tot de meeste echte spechten zitten ze vaak als een zangvogel op een tak.
Picumnus-soorten zingen een lange triller of een serie van twee of meer aflopende noten. Van veel soorten is bekend dat ze communiceren door middel van roffels op stammen, takken of bamboestengels. Net als alle spechten zijn de leden van dit geslacht holenbroeders. Verder is er weinig bekend over het broedgedrag.

## Taxonomie
Naar het geslacht Picumnus is relatief weinig studie verricht. Er bestaan zeer veel kruisingen en van veel vogels wordt de soort- of ondersoortstatus betwist. De in Azië levende Aziatische dwergspecht (P. innominatus) wordt bijvoorbeeld soms in het monotypische geslacht Vivia geplaatst.
Onderstaande lijst is gebaseerd op de IOC World Bird List van 2023(versie 13.2):
- Picumnus albosquamatus  – Witschubdwergspecht
- Picumnus aurifrons  – Goudkapdwergspecht
- Picumnus castelnau  – Geelbuikdwergspecht
- Picumnus cinnamomeus  – Rosse dwergspecht
- Picumnus cirratus  – Zebradwergspecht
- Picumnus dorbignyanus  – D'Orbigny's dwergspecht
- Picumnus exilis  – Kleine dwergspecht
- Picumnus fuscus  – Roestnekdwergspecht
- Picumnus granadensis  – Grijze dwergspecht
- Picumnus innominatus  – Aziatische dwergspecht
- Picumnus lafresnayi  – Lafresnayes dwergspecht
- Picumnus limae  – Okerdwergspecht
  - P. l. fulvescens - Vale dwergspecht
- Picumnus minutissimus  – Guyanadwergspecht
- Picumnus nebulosus  – Bruinborstdwergspecht
- P. nigropunctatus  – Zwartvlekdwergspecht (taxon waarover geen consensus is)
- Picumnus olivaceus  – Groenrugdwergspecht
- Picumnus pumilus  – Orinocodwergspecht
- Picumnus pygmaeus  – Gevlekte dwergspecht
- Picumnus rufiventris  – Roodbuikdwergspecht
- Picumnus sclateri  – Ecuadordwergspecht
- Picumnus spilogaster  – Witbuikdwergspecht
- Picumnus squamulatus  – Geschubde dwergspecht
- Picumnus steindachneri  – Spikkelborstdwergspecht
- Picumnus subtilis  – Cuzcodwergspecht
- Picumnus temminckii  – Temmincks dwergspecht
- Picumnus varzeae  – Varzeadwergspecht